# Gare de Faulquemont
La gare de Faulquemont est une gare ferroviaire française de la ligne de Rémilly à Stiring-Wendel située sur le territoire de la commune de Faulquemont, dans le département de la Moselle en région Grand Est.

## Situation ferroviaire
Établie à 252 mètres d'altitude, la gare de Faulquemont est située au point kilométrique (PK) 17,206 de la ligne de Rémilly à Stiring-Wendel, entre les gares ouvertes de Herny et de Teting.

## Histoire
En 1844, un mémoire de M. Le Joindre, ingénieur en chef des Ponts et Chaussées de la Moselle, présente les différents projets des lignes de chemin de fer possibles pour relier Paris à la frontière avec l'Allemagne à partir de Metz vers Sarrebruck.
Faulquemont y est citée comme étant l'une des cinq stations de cette ligne. L'« embranchement de Frouard à Forbach et à la frontière du Grand-Duché du Bas-Rhin (Prusse) » est concédée par l'ordonnance royale du 27 novembre 1845.
La station de Faulquemont est mise en service le 24 juillet 1851 par la Compagnie du chemin de fer de Paris à Strasbourg, lorsqu'elle ouvre à l'exploitation le tronçon de Metz à Saint-Avold de son embranchement Frouard-Metz-Forbach. Le 16 novembre 1852 l'ouverture du tronçon de Forbach à la frontière Prussienne permet l'inauguration de la ligne de Metz à Sarrebruk passant par la gare de Faulquemont. Le bâtiment voyageurs a été dessiné par l'architecte Léon Charles Grillot à l'instar de la gare de Rémilly ou encore Saint-Avold, le bâtiment est un édifice rectangulaire de trois travées.
Le code UIC de la gare est le suivant : 87193359

## Fréquentation
De 2015 à 2024, selon les estimations de la SNCF, la fréquentation annuelle de la gare s'élève aux nombres indiqués dans le tableau ci-dessous.
| Année                      | 2015    | 2016    | 2017    | 2018    | 2019    | 2020    | 2021    | 2022    | 2023    | 2024    |
| -------------------------- | ------- | ------- | ------- | ------- | ------- | ------- | ------- | ------- | ------- | ------- |
| Voyageurs                  | 181 472 | 177 317 | 191 196 | 178 904 | 194 382 | 116 301 | 145 608 | 190 244 | 210 639 | 213 076 |
| Voyageurs et non voyageurs | 226 840 | 221 647 | 238 995 | 223 630 | 242 978 | 145 376 | 182 110 | 237 805 | 263 299 | 266 346 |

## Service des voyageurs

### Accueil
Jusqu'en février 2019, le guichet était ouvert cinq jours sur sept. Par la suite, il ne l'était plus que trois jours sur sept. Un distributeur automatique de billets TER (borne bleue) est disponible à l'extérieur de cette gare, 24h/24, 7j/7.

### Desserte
Faulquemont est desservie par des trains TER Grand Est des relations : Metz-Ville - Sarrebruck et Metz-Ville - Sarreguemines.

## Patrimoine ferroviaire
Le bâtiment voyageurs, toujours utilisé par la SNCF, consiste en un édifice rectangulaire à étage de cinq travées avec une corniche en mitre surplombant la partie centrale et une charpente décorée de lattis et consoles en bois dû à l'architecte Léon Charles Grillot en suivant un modèle qu'il réutilisera pour des gares de la Compagnie du chemin de fer de Lyon à la Méditerranée, — le plan d'origine ne comptait que trois travées — avec une aile basse plus récente disposée à droite. Sa façade est actuellement peinte en bleu.